# Robert Pack
Robert John Pack jr. (New Orleans, Luisiana, 3 de febrero de 1969) es un exjugador y entrenador de baloncesto estadounidense. Con 1,88 de estatura, jugaba en la posición de base. Actualmente ejerce como asistente en los Washington Wizards.

## Trayectoria deportiva

### Universidad
Jugó durante dos temporadas con los Trojans de la Universidad del Sur de California, en las que promedió 13,4 puntos, 2,8 rebotes y 5,6 asistencias.

### Profesional
No fue elegido en el Draft de la NBA de 1991 por ningún equipo, firmando contrato en septiembre de 1991 con Portland Trail Blazers. 
Participó en el concurso de mates del año 1994, siendo una de las actuaciones más destacadas de la historia, en cuanto a jugadores bajitos se refiere, junto con Spud Webb, Dee Brown, Kenny Smith, y Nate Robinson. 
Sus mejores años como jugador los pasó en Denver Nuggets, un equipo muy joven, que comandado por él, Dikembe Mutombo, LaPhonso Ellis y Mahmoud Abdul-Rauf, fue capaz de eliminar en la primera ronda de los play offs a los Seattle Supersonics, que habían sido los campeones de la liga regular en el oeste. Fue un hecho histórico, ya que fue la primera vez que un equipo que había acabado octavo, se imponía al primero en la liga regular. En la NBA, en 542 partidos, promedio 15,5 puntos, 8 asistencias y 3,5 rebotes. 
Tras pasar por la liga española, su último periplo como jugador lo pasó en Europa, jugando en el Pamesa Valencia y en el Zalgiris Kaunas, donde ganó la liga y la copa de Lituania.

### Entrenador
Después de retirarse se convirtió en entrenador asistente de diversos equipos, primero en la liga de desarrollo con los Rio Grande Valley Vipers (2008-2009) y después en la NBA con New Orleans Hornets (2009-2010), Los Angeles Clippers (2010-2013), y Oklahoma Thunder (2013-2015).
En junio de 2015 regresó como asistente a los New Orleans Pelicans hasta el 2018, ya que en octubre de ese año se unió a los Washington Wizards.
Abandonó Washington en 2021, y en febrero de 2022, fue nombrado entreandor principal de los REG de Ruanda, de cara a la Basketball Africa League (BAL).

## Estadísticas de su carrera en la NBA

### Temporada regular
| Año     | Equipo      | PJ  | PT  | MPP  | %TC  | %3P  | %TL  | RPP | APP | ROB | TPP | PPP  |
| ------- | ----------- | --- | --- | ---- | ---- | ---- | ---- | --- | --- | --- | --- | ---- |
| 1991-92 | Portland    | 72  | 0   | 12.4 | .423 | .000 | .803 | 1.3 | 1.9 | .6  | .1  | 4.6  |
| 1992-93 | Denver      | 77  | 1   | 20.5 | .470 | .125 | .768 | 2.1 | 4.4 | 1.1 | .1  | 10.5 |
| 1993-94 | Denver      | 66  | 4   | 20.9 | .443 | .207 | .758 | 1.9 | 5.4 | 1.2 | .1  | 9.6  |
| 1994-95 | Denver      | 42  | 32  | 27.2 | .430 | .417 | .783 | 2.7 | 6.9 | 1.5 | .1  | 12.1 |
| 1995-96 | Washington  | 31  | 31  | 35.0 | .428 | .265 | .846 | 4.3 | 7.8 | 2.0 | .0  | 18.1 |
| 1996-97 | New Jersey  | 34  | 31  | 34.9 | .407 | .297 | .788 | 2.5 | 9.6 | 1.7 | .1  | 15.9 |
| 1996-97 | Dallas      | 20  | 11  | 29.9 | .361 | .237 | .849 | 3.0 | 6.4 | 1.8 | .2  | 11.5 |
| 1997-98 | Dallas      | 12  | 10  | 24.3 | .337 | .500 | .694 | 2.8 | 3.5 | 1.7 | .1  | 7.8  |
| 1998-99 | Dallas      | 25  | 0   | 18.7 | .431 | .000 | .818 | 1.4 | 3.2 | .8  | .0  | 8.9  |
| 1999-00 | Dallas      | 29  | 22  | 22.9 | .417 | .364 | .808 | 1.4 | 5.8 | 1.1 | .1  | 8.9  |
| 2000-01 | Denver      | 74  | 11  | 17.0 | .425 | .387 | .766 | 1.9 | 4.0 | .9  | .0  | 6.5  |
| 2001-02 | Minnesota   | 16  | 0   | 15.8 | .368 | .250 | .733 | 1.4 | 3.1 | .8  | .0  | 3.9  |
| 2002-03 | New Orleans | 28  | 4   | 15.7 | .403 | .000 | .745 | 1.8 | 2.9 | .9  | .0  | 5.2  |
| 2003-04 | New Jersey  | 26  | 0   | 8.5  | .423 | .000 | .833 | .7  | 1.0 | .5  | .0  | 1.9  |
| Total   | Total       | 552 | 157 | 20.8 | .425 | .292 | .787 | 2.0 | 4.6 | 1.1 | .1  | 8.9  |

### Playoffs
| Año   | Equipo      | PJ | PT | MPP  | %TC  | %3P  | %TL   | RPP | APP | ROB | TPP | PPP  |
| ----- | ----------- | -- | -- | ---- | ---- | ---- | ----- | --- | --- | --- | --- | ---- |
| 1992  | Portland    | 14 | 0  | 3.7  | .222 | –    | .750  | .4  | .5  | .4  | .1  | .8   |
| 1994  | Denver      | 12 | 0  | 27.7 | .407 | .300 | .709  | 2.3 | 4.3 | 1.5 | .5  | 11.8 |
| 2002  | Minnesota   | 3  | 0  | 3.3  | .200 | .000 | 1.000 | .0  | .0  | .0  | .0  | 1.0  |
| 2003  | New Orleans | 4  | 0  | 10.5 | .462 | –    | 1.000 | .3  | 1.0 | .0  | .0  | 3.8  |
| Total | Total       | 33 | 0  | 13.2 | .383 | .286 | .730  | 1.1 | 1.9 | .7  | .2  | 5.2  |